# МиГ-15
Микоян-Гуревич МиГ-15 (МиГ-15, название на НАТО Fagot) е съветски реактивен изтребител, разработен непосредствено след края на Втората световна война по дизайн на Артьом Микоян и Михаил Гуревич. МиГ-15 е един от най-произвежданите реактивни изтребители в историята с повече от 18 000 бройки от всички варианти.

## Разработване
След появата на Messerschmitt Me 262 страните-победителки от Втората световна война започват да разработват подобни реактивни самолети. Изследванията са показвали, че самолетите със стреловидно крило развиват по-големи скорости. Външно МиГ-15 прилича отчасти на немския Focke-Wulf Ta-183. Конструктивно обаче са абсолютно различни – немският е с реданна конструкция, а МиГ 15 е с двигател в тялото и опашно сопло. През 1946 СССР купува от Великобритания двигатели Rolls Royce, и чрез обратна разработка са създадени двигателите Климов РД-45, които по-късно биват монтирани на МиГ-15. На 15 април 1947 е издаден декрет #493 – 192, според който ОКБ Микоян-Гуревич трябва да построи два прототипа на новия реактивен изтребител. Прототипите, създадени на базата на проблемния МиГ-9, са назовани И-310. В същото време е бил разработван и конкурентен изтребител – Лавочкин Ла-168. След оценка на двата различни самолета, МиГ-15 бива избран за производство и извършва първия си полет на 31 декември 1948.

## Дизайн
Първите модели на МиГ-15 са имали множество проблеми, включително и тенденцията да се въртят самопроизволно около надлъжната ос при полет. Проблемите са били основно заради недостатъчно добре усвоената технология в заводите водеща до лоша изработка. Повечето от тях са решени със създаването на МиГ-15 бис, който има нов двигател Климов ВК-1, по-големи въздушни спирачки, усъвършенствана апаратура и други подобрения. Част от подобренията са направени след изучаване на свалени западни самолети.  Крилото на самолета е с ъгъл на стреловидност 35°. Тъй като самолетът е бил създаден с цел основно да прехваща американски бомбардировачи Б-29, той е въоръжен с две 23-mm относително скорострелни оръдия, всяко с боекомплект от 80 снаряда, както и едно 37-mm оръдие с боекомплект от 40 изстрела.
МиГ-15бис се оказва много добър за времето си самолет и е изключително харесван от висшите кръгове на съветската власт, както и от летците. Не така стои въпросът с учебните варианти на самолета – опростени пилотажнни уреди, недостатъчен обзор от инструкторската седалка и големи ограничения във фигурите от пилотажа заради намалена маневреност поради постоянно монтираните допълнителни резервоари под крилото.
Дълго време когато при Й. В. Сталин идват предложения за нови типове изтребители от други конструкторски бюра, той неизменно възразява:
| „                                                                     | Ние имаме много добър МиГ-15 и няма смисъл в скоро време да създаваме нови изтребители, по-добре да вървим по пътя на модернизацията на МиГ-а... | “ |
| Е. И. Гордон. В тени старшего брата. Авиация и время, 4/1999, стр. 4. | |   |

 На базата на МиГ-15бис е създаден следващият изтребител от семейството на МиГ – МиГ-17. МиГ-15 и наследникът му МиГ-17 (80% взаимозаменяемост и съвместимост на системите при появата на МиГ-17) са много уважавани от пилотите и от двете страни на „желязната бариера“. Простота и надежност в експлоатацията и много добри характеристики за времето си.

## Употреба
МиГ-15 за първи път е използван по време на ожесточените въздушни боеве в Корейската война, където единственият западен изтребител с подобни бойни възможности е бил американския F-86. Американските изтребители не са били по-усъвършенствани в техническо отношение, но са постигнали много победи заради по-добрата си тактика и по-добре обучените екипажи. До края на 50-те МиГ-15 участва в различни въздушни сражения, най-вече между Китай и Тайван. Първата жертва на изтребителя е шведски разузнавателен самолет DC-3, свален над Балтийско море през 1952. Египет използва МиГ-15 по време на Суецката криза. Първият космонавт Юрий Гагарин загива по време на тренировъчен полет през 1968, след като управляваният от него МиГ-15УТИ се разбива поради липса на видимост.

## Варианти

### СССР
- И-310

Прототип.
- МиГ-15

Начален модел.
- МиГ-15П

Едноместен прехващач.
- МиГ-15СБ

Едноместен изтребител-бомбардировач.
- МиГ-15СП-5

Двуместен прехващач.
- МиГ-15Т

Влекач за въздушни мишени.
- МиГ-15бис

Усъвършенстван едноместен вариант.
- МиГ-15бисР

Едноместен разузнавателен вариант на МиГ-15бис.
- МиГ-15бисС

Едноместен ескортен изтребител.
- МиГ-15бисТ

Едноместен влекач за въздушни мишени.
- МиГ-15УТИ

Двуместен учебно-тренировъчен вариант.

### Китай
- J-2

Китайско означение за МиГ-15, внесен от СССР.
- JJ-2

Китайско означение за МиГ-15УТИ.
- J-4

Китайско означение с неизвестна употреба, вероятно за МиГ-15бис или МиГ-17А.

### Полша
- Lim-1

МиГ-15, строен по лиценз в Полша.
- Lim-1А

Разузнавателен вариант, строен по лиценз в Полша, оборудван с разузнавателен фотоапарат АФА-21.
- Lim-2

МиГ15бис, строен по лиценз в Полша, с двигатели Лис-2.
- Lim-2R

Разузнавателен вариант на МиГ-15бис, строен в Полша.
- SB Lim-1

Lim-1, преоборудван до нивото на МиГ-15УТИ, с двигатели Климов РД-45.
- SB Lim-2

Lim-2, преоборудван в учебно-тренировъчен вариант с двигатели Лис-1 (ВК-1).
- SBLim-2A

Двуместен разузнавателен вариант, строен по лиценз в Полша, за артилерийска поддръжка.

### Чехословакия
- S-102

МиГ-15, строен по лиценз в Чехословакия.
- S-103

МиГ-15бис, строен по лиценз в Чехословакия.
- CS-102

МиГ-15УТИ, строен по лиценз в Чехословакия.

## Оператори
Всички държави с изключение на Китай и Северна Корея са извели своите МиГ-15 от експлоатация. Посочените две страни използват само МиГ-15УТИ
- Албания
- Алжир
- Ангола
- Афганистан
- Буркина Фасо
- България
- Виетнам
- Северен Виетнам
- Гвинея
- Гвинея-Бисау
- ГДР
- Египет
- Индонезия
- Ирак
- Йемен
- Южен Йемен
- Северен Йемен
- Камбоджа
- Китай
- Република Конго
- Куба
- Либия
- Мадагаскар
- Мали
- Мароко
- Мозамбик
- Монголия
- Нигерия
- Пакистан
- Полша
- Румъния
- Северна Корея
- Сирия
- Сомалия
- Судан
- СССР
- САЩ
- Танзания
- Уганда
- Унгария
- Финландия
- Чехословакия
- Шри Ланка

## Характеристики (МиГ-15бис)
- Екипаж: 1 (2 за МиГ-15УТИ)
- Дължина: 10,11 m
- Размах на крилото: 10,08 m
- Височина: 3,70 m
- Площ на крилото: 20,6 m²
- Тегло – празен: 3580 kg
- Тегло – пълен: 4960 kg
- Максимално летателно тегло: 6105 kg
- Двигател: 1 × Климов ВК-1 с тяга 26,5 kN
- Горивен капацитет: 1400 l

### Технически характеристики
- Максимална скорост: 1075 km/h
- Крайцерска скорост: 840 km/h
- Максимална дължина на полета без презареждане: 1200 km
- Дължина на полета с доп. резервоари: 1975 km
- Таван на полета: 15 500 m
- Скороподемност: 50 m/s
- Относително натоварване на крилото: 240,8 kg/m²
- Съотношение тяга/тегло: 0,54

### Въоръжение
- 2 × 23-mm оръдия Нуделман-Рихтер НР-23КМ, всяко с боекомплект от 80 снаряда;
- 1 × 37-mm оръдие НЛ-37Д с боекомплект от 40 снаряда;
- 2 × 100 kg свободнопадащи бомби, резервоари за гориво или неуправляеми ракети